# Antoon Van Nevel
Antoon Van Nevel (Nevele, 17 februari 1928 - Destelbergen, 25 juli 2018) was een Belgisch senator

## Levensloop
Van Nevel werd landbouwkundig ingenieur aan de Rijksuniversiteit Gent in 1953.
Hij was eveneens politiek actief voor de CVP. Voor deze partij was hij van 1977 tot 1991 lid van de Belgische Senaat als rechtstreeks verkozen senator voor het arrondissement Gent-Eeklo.
In de periode mei 1977-oktober 1980 zetelde hij als gevolg van het toen bestaande dubbelmandaat ook in de Cultuurraad voor de Nederlandse Cultuurgemeenschap, die op 7 december 1971 werd geïnstalleerd. Vanaf 21 oktober 1980 tot november 1991 was hij lid van de Vlaamse Raad, de opvolger van de Cultuurraad en de voorloper van het huidige Vlaams Parlement.